# Arco composito

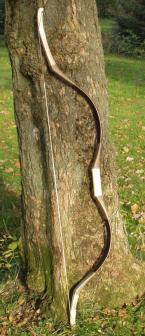
Ricostruzione moderna di arco composito unno (costruito in Ungheria)

L'arco composito è una tipologia di arco.
Arco composito è un termine moderno per indicare un tipo di arco tradizionale di origine millenaria costruito con materiali diversi tra di loro, legno o bambù per lo scheletro centrale, corno sul ventre (la parte dell'arco rivolto verso l'arciere) e tendine sul dorso (la parte dell'arco rivolto verso il bersaglio), sia con leve rigide (siyah) in legno, eventualmente rinforzate con osso, più o meno lunghe alle estremità dei flettenti come gli archi asiatici, sia senza leve rigide come l'arco egiziano, il tutto incollato con colla animale e ricoperto ricoperto nella parte anteriore  di tendine.
Grazie alle caratteristiche di questi materiali l'arco composito, al contrario dell'arco in solo legno, se ben costruito, consente una costruzione molto riflessa, a "C" come l'arco turco o addirittura a "O" come l'arco coreano quando privi di corda, con conseguente forte precarica quando incordato e trazioni estreme durante il tiro. Anche gli archi di alcune tribù pellerossa potevano essere rinforzati con tendine ma senza corno.

## Caratteristiche tecniche
Il principale vantaggio dell'arco composito asiatico rispetto all'arco primitivo, composto da un unico pezzo di legno (il selfbow), consiste nella sua combinazione di ridotte dimensioni e alto potenziale. Tutti gli archi compositi sono archi ricurvi ed erogano quindi più forza-peso al momento iniziale del carico, immagazzinandola per il momento del rilascio. Un arco di legno con la medesima forma, lunghezza e peso dell'arco composito tradizionale è realizzabile ma incapace di incamerare e scaricare la medesima energia: ne verrebbe distrutto.
Ai fini pratici, la capacità dell'arco composito di garantire all'arciere velocità di carico e precisione di tiro anche stando in sella ad un cavallo o sul pianale di una biga ne facevano un'arma nettamente superiore all'arco in legno. Per contro, un arciere appiedato non otteneva da un arco composito alcun vantaggio pratico rispetto all'uso di un arco in legno tradizionale.
Il vero svantaggio dell'arco composito stava nella difficoltà di produzione, della igroscopicità della colla animale usata per l'assemblaggio e nella tendenza dei flettenti dell'arco a ripiegarsi in avanti (caratteristica forma a "C") quando privi della corda.

### Materiali
L'insieme degli elementi che compongono l'arco composito aveva origini disparate:
- Corno: le parti in corno potevano essere ricavate dal Bufalo d'acqua, diffusissimo in Asia, come da diversi tipi di antilopi quali l'orice o l'ibex o dagli ovini. L'arco ungherese si segnala per l'utilizzo del corno della Mucca grigia ungherese selezionata dai magiari[1]. Taluni tipi di corno animale venivano però scartati perché soggetti a rapido deterioramento provocato dall'uso;
- Legno: le popolazioni turche ricorrevano sovente all'acero[2], mentre in Cina ebbe larga diffusione l'uso del bambù e del gelso. Requisito fondamentale per il legno era che assorbisse bene la colla;
- Tendine: si ricorreva di solito ai tendini delle zampe posteriori delle gazzelle o di ungulati domestici. Il tendine dei bovini era normalmente evitato perché troppo ricco di grassi;
- Colla: la colla utilizzata per unire il tendine e il corno al legno era colla animale ottenuto dalla bollitura di pezzi di tendine, pelle di animali o vescica natatoria dei pesci.

In sostituzione del corno, potevano essere adoperati osso o tipologie di legno resistenti alla compressione (tasso, carpino o maclura pomifera). Materiali con una buona capacità di resistenza della tensione (seta, carya etc.) venivano invece adoperati per il lato verso dell'arco.

## Storia

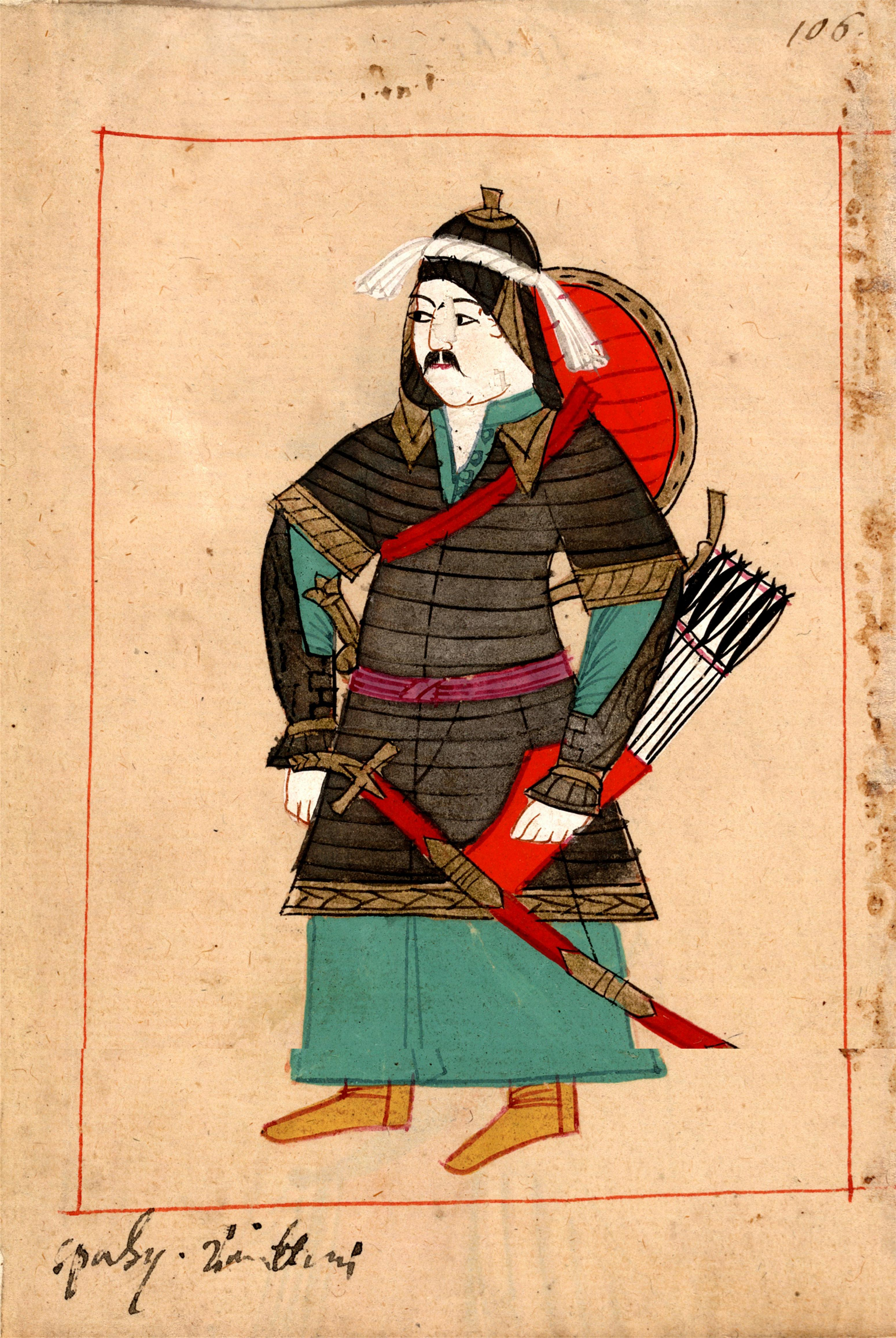
Cavaliere turco (Spahi) con corazza leggera, arco composito e kilij (scimitarra) - ill. del Libro di costumi Ralamb, XVII secolo.

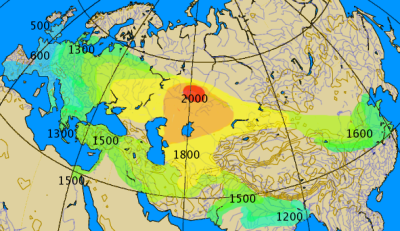
Areale della biga, 2000–500 a.C.

Tutti gli archi compositi eurasiatici derivano da un archetipo comune dal quale ogni cultura sviluppò una propria forma precipua. Venuta a mancare la funzione militare, gli archi turchi, mongoli e coreani vennero standardizzati nella forma e divennero oggetto di collezionismo e pratica sportiva. Tra i tanti, il moderno arco composito turco si segnala per l'ottima funzionalità nel tiro al volo.

### Origini
Ricostruire scientificamente le origini dell'arco composito è, allo stato attuale delle ricerche, impossibile. L'unico elemento da tenere in considerazione è la fragilità dell'arco composito in climi troppo umidi, che fanno presupporre come patria degli archi compositi territori dal clima secco o mediterraneo, del resto molto diffusi.  Archi compositi erano sicuramente diffusi durante l'età del bronzo, in un'area molto vasta che comprendeva l'Asia, l'Europa mediterranea e il Nord Africa. Un arco composito è rappresentato sulla stele del Re Accadico Naram-Sin che, attorno al 2250 a.C. festeggiava la sua vittoria contro i montanari di una regione prossima allo Zagros, mentre archi di questo tipo sono diffusi nell'arte egiziana almeno dal XVIII secolo a.C. affermandosi in contemporanea con l'introduzione dei carri e dei cavalli, archi compositi egiziani, in varie tipologie, sono stati rinvenuti ancora relativamente intatti in numerose tombe successive al XVI secolo a.C., tra cui quella di Tutankhamon. Attorno al 1800 a.C. in Sardegna le popolazioni nuragiche utilizzavano archi intendinati, una tipologia intermedia tra l'arco composito e l'arco lungo (e diffusa in varie parti del mondo, come la California precolombiana), probabilmente diffusa in altre parti del mediterraneo. Inoltre archi compositi sono ben documentati sia nell'arte egea del periodo miceneo, sia nel medioevo ellenico, oltre che in ambito indo-ariano almeno dal 1500 a.c (se non prima). In Cina le prime tracce di archi compositi risalgono alla dinastia Shang (1700-1100 a.C.). Frecce corte e frammenti di corno che potrebbero (o meno) essere di archi compositi sono distintivi della cultura Sintashta e in altre ad essa contemporanee o appena successive che vivevano tra gli Urali, il Mar Caspio e il lago di Aral verso il 2200-1800 a.C. Ciò nonostante, tradizionalmente, si tende ad affermare che l'arco composito è stato sviluppato dalle popolazioni della steppa asiatica (forse proprio affini alla cultura Sintashta)  partendo dal prototipo dell'arco laminato tipico dell'Asia settentrionale. Causa scatenante di questo sviluppo fu l'addomesticamento del cavallo e il suo utilizzo bellico per il traino della biga. Le dinamiche del processo non sono però ad oggi chiare, né si deve intendere tale processo come una catena di migliorie appositamente ricercate. Interessante in merito l'osservazione fatta da Kooi e Bergman nel 1997:

### Varianti
Arco turco
Utilizzato con straordinario successo dai soldati di Muhammad di Ghur nella Seconda battaglia di Narayn questa variante dell'arco composito sviluppata dai Turchi ottomani, è notevole anche per le decorazioni policrome impreziosite dall'oro. Dopo il declino del tiro con l'arco per scopi militari, i fabbricanti d'archi turchi hanno perfezionato il modello per scopi venatori, ottenendo quello che può tutt'oggi essere considerato il miglior arco da caccia tradizionale.
Arco mongolo
Variante dell'arco composito sviluppata dai Mongoli, rinomato per la sua praticità ed efficienza sul campo di battaglia. Gli antichi archi mongoli, utilizzati dai guerrieri di Gengis Khan, erano più piccoli di quelli attualmente in uso in Mongolia durante le manifestazioni di Naadam (le “pratiche virili”). L'attuale arco mongolo è di grandi dimensioni e con flettenti larghi, molto simile all'arco in uso in Cina durante la Dinastia Qing.
Arco cinese
La pratica del tiro con l'arco vanta in Cina una ben documentata tradizione millenaria. L'attuale arco composito in uso in Cina deriva, come l'attuale arco mongolo, dal modello dell'arco Manciù.
Arco coreano
La variante coreana dell'arco composito, il gakgung, è realizzata in corno, bambù e tendine. Si tratta di armi di piccole dimensioni, con una gittata approssimativa di 145 metri.
Arco ungherese
Come le altre popolazioni originarie della steppa euro-asiatica migrate in Europa, anche gli ungaro-magiari avevano la loro tipologia di arco composito. In base alle ricostruzioni archeologiche, si suppone che l'arco magiaro avesse tensori in osso. L'Ungheria ha recentemente rivalutato il tiro con l'arco tradizionale, anche equestre, e ne sta promuovendo la riscoperta..In Italia l'arco ungherese fu portato dai numerosi mercenari ungheresi che operarono a partire dalla metà del Trecento, inizialmente riscosse un certo interesse, dato che abbiamo notizia a Firenze ed in altri luoghi di maestri in grado di realizzare archi di questo tipo. Come pure, ancora nei primi decenni del Quattrocento, archi ungheresi furono menzionati negli elenchi delle armi presenti in diversi castelli del Nord Italia ed in particolare in Friuli, tuttavia, nel corso del secolo, il loro uso divenne sempre più sporadico, fino a scomparire dallo scenario bellico nazionale.
Arco partico-persiano
Le popolazioni nomadi che migrarono dall'Asia centrale in Iran (Sciti, Sarmati, Parti) utilizzavano una forma particolare di arco composito. Si trattava di grandi armi simmetriche, realizzate con tendine di animali selvatici (es. gazzella) e sottoposti a pressioni notevoli. Gli esperti sostengono che, privo di corda, l'arco partico-persiano si sarebbe ripiegato su sé stesso fino a far incrociare le “braccia”. L'arco rimase in uso in Iran fino al 1820, quando venne definitivamente sostituito dal moschetto.

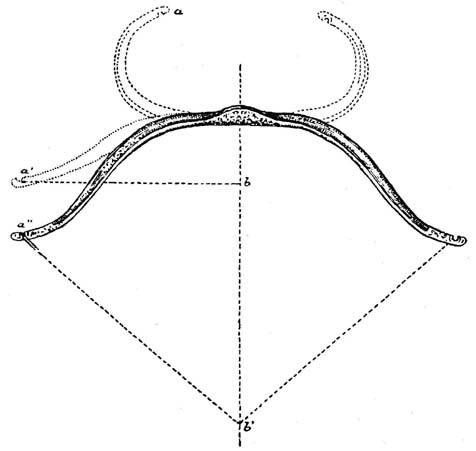
Arco composito ripiegato, pronto per l'uso e in tensione - schizzi di Wendelin Boeheim[11].
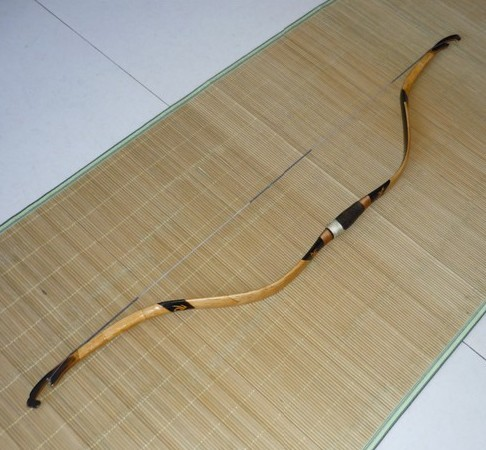
Arco cinese di epoca Ming - ricostruzione.
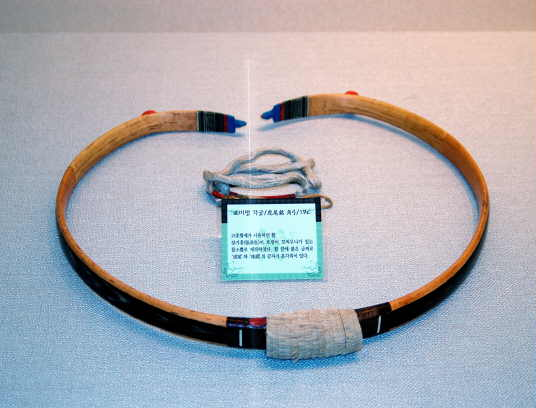
Arco coreano ripiegato.
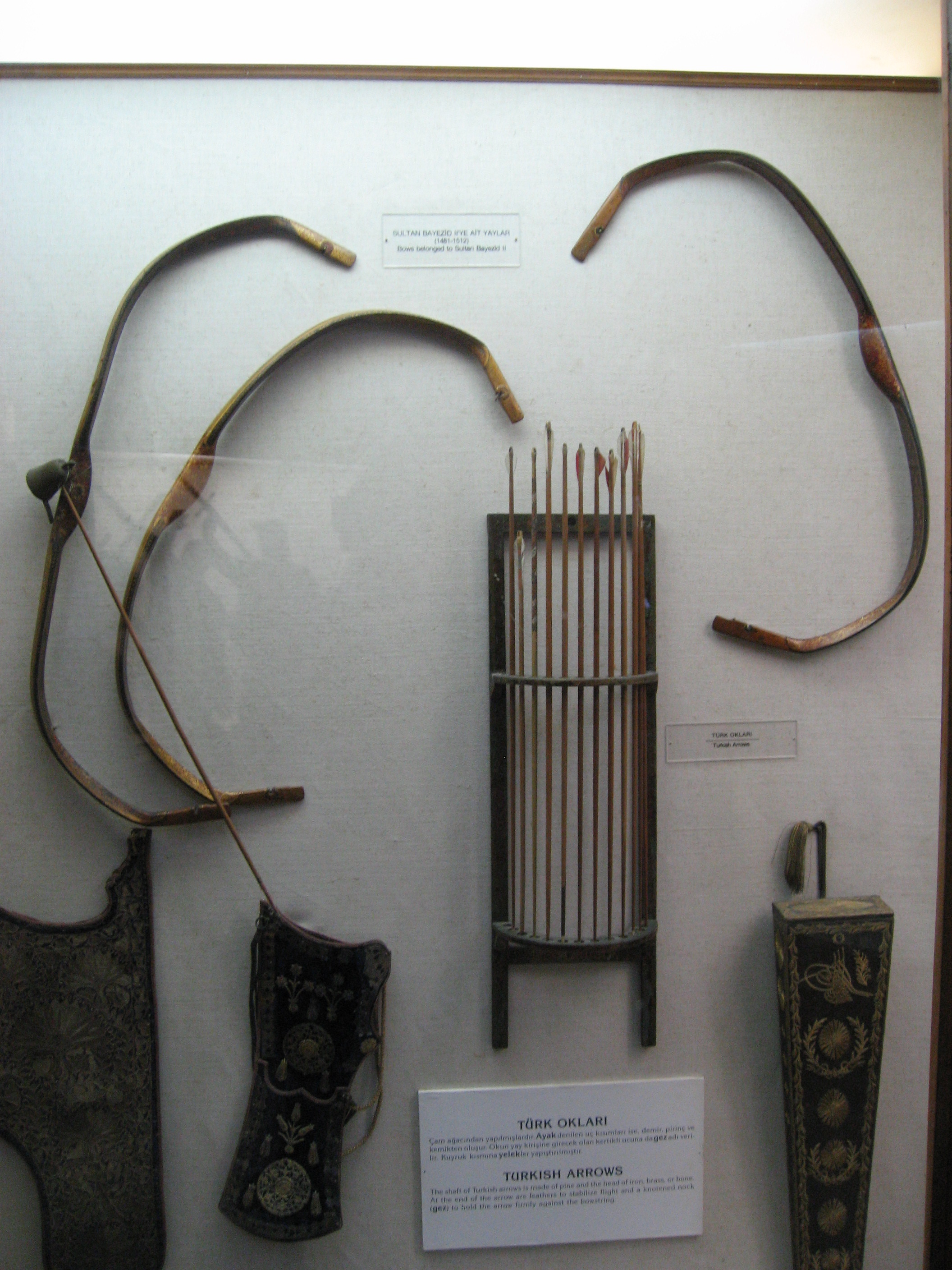
Archi e faretre dell'epoca del sultano ottomano Bayezid II (Armeria del Topkapi (Istanbul)

### Studi
- Wendelin Boeheim (1890), Handbuch der Waffenkunde. Das Waffenwesen in seiner historischen Entwicklung vom Beginn des Mittelalters bis zum Ende des 18 Jahrhunders, Leipzig.
- Selby, Stephen (2993), Archery Traditions of Asia, Hong Kong, ISBN 962-7039-47-0.
- The Traditional Bowyers Bible, v. I-III, 1992-1994, The Lyons Press, ISBN 1-58574-085-3 (I), ISBN 1-58574-086-1 (II), ISBN 1-58574-087-X (III).